# Каралахти, Йере
Йере Каралахти (фин. Jere Karalahti; 25 марта 1975, Хельсинки, Финляндия) — бывший финский хоккеист, защитник. Воспитанник клуба ХИФК.

## Карьера
Йере Каралахти начал свою профессиональную карьеру в 1993 году в составе родного клуба СМ-Лиги ХИФК, выступая до этого за его фарм-клуб. В том же году на драфте НХЛ он был выбран в 6 раунде под общим 146 номером клубом «Лос-Анджелес Кингз». В 1996 году Йере был арестован финской полицией за хранение марихуаны, амфетаминов и героина. 2 года спустя Каралахти впервые в своей карьере стал победителем финского первенства, а спустя год он завоевал и серебряные награды СМ-Лиги.

### НХЛ
В 1999 году Йере отправился в Северную Америку, где подписал контракт с «Лос-Анджелесом». Каралахти мог сразу начать сезон в НХЛ, однако из-за проблем с оформлением визы он смог дебютировать в составе «королей» лишь в середине регулярного чемпионата. После первого успешного сезона, в котором Йере набрал 17 (6+11) очков в 52 проведённых матчах, его игра постепенно стала ухудшаться, он стал реже появляться на льду, и, в итоге, в середине сезона 2001/02 он был обменян в «Нэшвилл Предаторз».
Летом 2002 года руководство Национальной хоккейной лиги дисквалифицировало Каралахти на 6 месяцев за злоупотребление запрещёнными веществами. Этот инцидент стал третьим за его карьеру в лиге, поэтому ему пришлось вернуться в Финляндию. Более того, эта дисквалификация не позволила ему принять участие в Кубке мира 2004 года.

### Возвращение в Финляндию

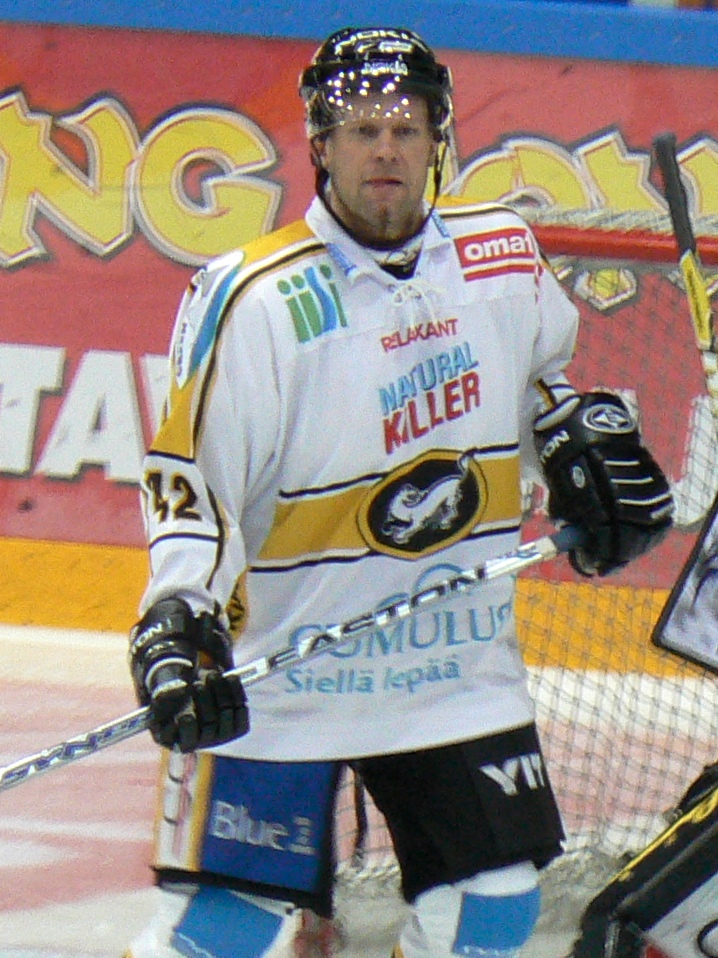
Каралахти в составе «Кярпята»

На Родине Йере заключил соглашение с родным клубом ХИФК, где вновь стал одним из самых результативных защитников, некоторое время спустя заслужив звание капитана команды. В самом конце сезона 2006/07 Каралахти отказался принимать участие в серии за бронзовые медали СМ-Лиги, сославшись на отсутствие интереса. Сразу после этого его лишили капитанского звания, а по окончании сезона руководство клуба приняло решение не продлевать контракт с защитником. На Йере вышло несколько европейских клубов, включая финский «Йокерит» и немецкий «Кёльнер Хайе», однако Каралахти выбрал клуб «Кярпят».
Сезон 2007/08 начался для Йере успешно; он вновь вышел на свой бомбардирский уровень, однако после 15 проведённых матчей контракт с клубом был расторгнут по причине того, что Каралахти был арестован финской полицией по подозрению в хранении наркотиков. 29 января 2008 года ему было предъявлено обвинение в контрабанде более 4 килограмм амфетаминов в Финляндию через эстонскую границу. 20 марта, несмотря на то, что сам Каралахти отрицал все обвинения, суд приговорил его к 1 году и 8 месяцам условного заключения, а также штрафу в размере €10 тыс..

### Поздняя карьера
После этих событий Йере долго оставался свободным агентом, прежде чем на него вышел словацкий «Слован». Агент игрока и руководство братиславцев согласовали все условия контракта, однако прямо перед тем, как поставить свою подпись в соглашении, Каралахти заявил, что не может перейти в «Слован», пока не утрясёт все свои дела в Финляндии. Тем не менее, перед самым началом сезона 2008/09 Йере стал игроком клуба Немецкой хоккейной лиги «Гамбург Фризерс».
Проведя неплохой сезон в Германии, 9 мая 2009 года Каралахти заключил соглашение с нижнекамским «Нефтехимиком». Однако, прежде чем поставить свою подпись под русским вариантом договора, Йере принял решение разорвать свой контракт с российским клубом в одностороннем порядке, после чего вновь присоединился к «Гамбургу». В сезоне 2009/10 Каралахти стал самым недисциплинированным игроком немецкого первенства, получив 193 минуты штрафа в 47 проведённых матчах, после чего он принял решение вернуться в Финляндию, где подписал контракт с клубом «Эспоо Блюз». Сезон 2010/11 стал очень успешным для клуба — «Блюз» завоевали серебряные медали, а сам Йере внёс значительный вклад в этот успех, набрав 35 (11+24) очков, а также 183 штрафные минуты в 71 матче.

### КХЛ
2 сентября 2011 года Каралахти заключил однолетнее соглашение с минским «Динамо». 12 сентября в матче против омского «Авангарда» Йере дебютировал в Континентальной хоккейной лиге, а уже 27 сентября в игре с петербургским СКА он набрал свои первые очки в КХЛ, забросив шайбу, и сделав результативную передачу. Также в своём дебютном сезоне в составе минчан Каралахти был выбран в первую пятёрку для участия в матче «Всех звёзд», а уже 11 января 2012 года руководство белорусского клуба приняло решение продлить соглашение с игроком ещё на два года. Но в апреле 2013 г. по соглашению сторон контракт был расторгнут. 38-летний капитан минчан Йере Каралахти сыграл за «Динамо» 108 матчей, его коэффициент полезного действия равен «-11», а суммарное штрафное время — 196 минут. Добавим, что действие соглашения с защитником истекало 30 апреля 2014 года.

### Международная
В составе сборной Финляндии Йере Каралахти принимал участие в юниорском чемпионате Европы 1993 года, а также молодёжных чемпионатах мира 1994 и 1995 годов. На взрослом уровне Йере выступал на 7 чемпионатах мира, которые трижды принесли ему серебряные награды, а также бронзовые медали в 2000 году. На этих турнирах Каралахти провёл 62 матча, набрав 30 (14+16) очков. Также Йере регулярно вызывается под знамёна сборной для участия в матчах Еврохоккейтура.

## Достижения
- Чемпион Финляндии 1998.
- Серебряный призёр чемпионата мира (2): 1998, 1999.
- Бронзовый призёр чемпионата мира 2000.
- Член символической сборной чемпионата мира (2): 1998, 1999.
- Серебряный призёр чемпионата Финляндии (2): 1999, 2011.
- Бронзовый призёр чемпионата Финляндии 2004.
- Самый недисциплинированный игрок чемпионата Германии 2010.
- Участник матча «Всех звёзд» КХЛ 2012.

## Статистика
| Легенда | Легенда                    | Легенда | Легенда                   | Легенда | Легенда    |
| ------- | -------------------------- | ------- | ------------------------- | ------- | ---------- |
| И       | Количество проведённых игр | Штр     | Штрафное время            | +/−     | Плюс-минус |
| Г       | Голы                       | П       | Голевые передачи          | О       | Очки       |
| -       | Статистика неизвестна      | —       | Статистика не учитывалась |         |            |

### Клубная карьера
- a В этом сезоне в «Плей-офф» учитывается статистика игрока в Кубке Надежды.